# New Brighton Tower FC
New Brighton Tower FC was een Engelse voetbalclub uit New Brighton. De club speelde in de Tower Athletic Grounds.
Net zoals Chelsea en Thames werd New Brighton Tower speciaal opgericht om in een reeds bestaand stadion te spelen, met een capaciteit van 80.000 toeschouwers. De Tower was een attractie in het kuststadje. De voetbalclub werd opgericht om ook in de winter voor entertainment te zorgen. Voor de start van seizoen 1897/98 sloot Tower zich aan bij de Lancashire League en werd daar meteen kampioen. Hierop werd de club verkozen tot de Football League Second Division, toen deze werd uitgebreid met 4 clubs. Veel supporters had het team echter niet, het gemiddelde aantal toeschouwers was 10 000. 
Met enkele nieuwe spelers die ook al internationaal hadden gespeeld ging het zeer goed in het eerste seizoen en de club werd 5de op 18 en in het derde seizoen zelfs 4de. Het werd echter te duur voor de eigenaars van het stadion om een professionele voetbalclub te onderhouden en in de zomer van 1901 werd de club opgeheven, in de Football League werd de club vervangen door Doncaster Rovers. 
De Tower werd in de Eerste Wereldoorlog afgebroken en de rest van het complex werd tijdens de jaren 60 verwoest door een brand. Later zou er een nieuwe club komen in de stad, New Brighton AFC die van 1923 tot 1951 in de League zou spelen.